# Municipio de Harp
El municipio de Harp (en inglés: Harp Township) es un municipio ubicado en el condado de DeWitt en el estado estadounidense de Illinois. En el año 2010 tenía una población de 311 habitantes y una densidad poblacional de 3,46 personas por km².

## Geografía
El municipio de Harp se encuentra ubicado en las coordenadas 40°11′6″N 88°51′31″O / 40.18500, -88.85861. Según la Oficina del Censo de los Estados Unidos, el municipio tiene una superficie total de 89.92 km², de la cual 80,7 km² corresponden a tierra firme y (10,26 %) 9,22 km² es agua.

## Demografía
Según el censo de 2010, había 311 personas residiendo en el municipio de Harp. La densidad de población era de 3,46 hab./km². De los 311 habitantes, el municipio de Harp estaba compuesto por el 99,68 % blancos, el 0,32 % eran amerindios. Del total de la población el 0 % eran hispanos o latinos de cualquier raza.